# Иван Марангозов
Вижте пояснителната страница за други личности с името Иван Марангозов.
Иван Василев Марангозов (14 август 1925 – 6 февруари 1998) е български инженер.
Той разработва първия български персонален компютър ИМКО-1, с който се поставя началото на производството на български персонални компютри и развитието на обучението по информатика и ИТ, чийто резултат е индустриалният бум в производството на компютри в България от началото на 1980-те.

## Биография
Иван Марангозов е роден в София. Завършва II мъжка гимназия през 1944 и Държавната политехника през 1952 с диплома като „електроинженер – слаби токове“. По-късно работи в току-що създадения Слаботоков завод. Отговорен конструктор е на популярните през 50-те български радиоприемници „Родина“ и „Балкан“. В същото време работи като хоноруван асистент в Катедрата по радиотехника в МЕИ, София (днес Технически университет). През ноември 1956 г. Марангозов напуска Слаботоковия завод, за да се съсредоточи изцяло върху преподавателска в Минно-геоложкия институт, София. Тъй като поради членството му в младежката организация „Бранник“ преди 9 септември е характеризиран като „политически неблагонадежден“ от партийните органи на БКП не успява да стане редовен асистент в МЕИ, въпреки 2 спечелени конкурса. Все пак през февруари 1958 Иван Марангозов започва работа като ръководител на „Електронна работилница“ във Физическия институт на БАН, където се занимава основно с разработката на научна апаратура в областта на радио спектроскопията. Тези негови интереси той продължава и по-нататък като става инициатор на множество уникални разработки в най-съвременните направления на радиоелектрониката и особено в областта на изчислителната техника.
През 1962 постъпва в Базата за техническо развитие към новосъздадения завод „Електроника“, където работи като главен конструктор в секция „Цифрова изчислителна техника“. През 1963 създава първата в България цифрова модулна система „НОРЕЛ“, изградена с български компоненти и по-късно произвеждана серийно в завода. Системата се е прилагала в множество цифрови уреди, производство както на завода, както и в разработки на други организации с цел по-бързата цифровизация на промишлената и научната апаратура в България.
От началото на 1966 инж. Марангозов е ръководител на секция „Изчислителна техника“ в новосъздадения Научноизследователски и проекто-конструкторски институт по приборостроене (НИПКИП), който захранва заводите на ДСО „Приборостроене и автоматизация“ с разработки на цифрови измерителни уреди и средства за автоматизация.
През март 1967 с решение на правителството e създаден първият в България Завод за изчислителна техника-София (ЗИТ) със съдействието на Иван Попов, който подпомага назначаването на Марангозов като изпълнителен директор. След успешното производство на електронна изчислителна машина ЗИТ-151 по лиценз на Facom-230–30 на японската фирма Fujitsu, Марангозов става технически директор на ЗИТ. До 1971 ЗИТ-151 е внедрена в редица Териториални изчислителни центрове (ТИЦ) – първата значителна крачка в автоматизацията на администрацията и инженерната дейност в България.
По-късно Марангозов се включва в създаването на утвърдената в рамките на СИВ „Единна серия електронно-изчислителни машини“ (ЕС ЕИМ), по-конкретно модел ЕС 1020, но заради свои технически критики към ЕС ЕИМ напуска ЗИТ и през 1973 се връща в НИПКИП като ръководител на комплексна програма по приложение на микропроцесорната техника. Разработва множество цифрови уреди и подготвя документи и становища по редица въпроси от стратегическа важност за бъдещото развитие на микропроцесорната техника в България. През март 1979 постъпва в секция „Перспективни проучвания и анализи“ в Института по техническа кибернетика и роботика (ИТКР), БАН, където продължава да се занимава с микропроцесорна техника и персонални компютри. Именно там с помощта на инж. Кънчо Досев през 1980 г. създава първия в България персонален компютър ИМКО-1.

## Персонални компютри
ИМКО-1 е разработен по модел на Apple II, но не разполага с флопидисково устройство, а работи с магнетофонна лента за съхранение на данни. Единични бройки са оборудвани с дискови устройства, внесени от чужбина, а в останалите устройства са използвани касетофони.
Марангозов сформира малък колектив от инж. Георги Желязков, инж. Петър Петров (по-късно главен редактор на сп. Computer) и инж. Борис Вачков с който през 1980 създават ИМКО-2, който е на нивото на най-модерните тогава персонални компютри в света. ИМКО-2 е толкова успешен, че Министерство на просветата поръчва 200 броя, от които половината са раздадени в различни училища. ИМКО-2 е внедрен в серийно производство в завод „Аналитик“, Правец, който е трансформиран в Комбинат за микропроцесорна техника (КМПТ), като ИМКО-2 е наречен „Правец 82“.
Тъй като през 1982 навлизат 16-битовите компютри, Марангозов разработва през лятото на 1984 ИМКО-4, първият български 16-битов персонален компютър, който от края на годината е произвеждан под наименованието „Правец 16“.
Така комбинатът в Правец започва производство на около 60 000 компютъра годишно, превръщайки се в най-големия производител на персонални компютри в рамките на СИВ, като най-голям пазар българските компютри намират в СССР.

## Цитати
- Истинският реализъм е неотменим от мечтите – интервю с Григор Лилов за неделния брой на в. „Работническо дело“, март 1985. [1]

## Награди
- Народен орден на труда – златен